# Tex (film, 1982)
Pour les articles homonymes, voir Tex.
Pour plus de détails, voir Fiche technique et Distribution.
Tex est un film américain réalisé par Tim Hunter, sorti en 1982.

## Synopsis
Deux frères, Tex et Mason, apprennent à vivre par eux-mêmes après le décès de leur mère et le départ de leur père.

## Fiche technique
- Titre : Tex
- Réalisation : Tim Hunter
- Scénario : Charles S. Haas (en) & Tim Hunter, d'après le roman de S. E. Hinton
- Musique : Pino Donaggio
- Photographie : Ric Waite
- Montage : Howard E. Smith
- Production : Tim Zinnemann (en)
- Société de production : Walt Disney Productions
- Société de distribution : Buena Vista Distribution Company
- Pays :  États-Unis
- Langues : Anglais
- Format : Couleurs (Technicolor) - 1,85:1 - 35 mm - Son : Stéréo
- Genre : Drame
- Durée : 103 min
- Dates de sortie : 
  -  États-Unis : 30 juillet 1982

## Distribution
- Matt Dillon (VF : Stefan Godin) : Tex McCormick
- Jim Metzler (VF : Denis Boileau) : Mason McCormick
- Meg Tilly (VF : Séverine Morisot) : Jamie Collins
- Emilio Estevez (VF : Gilles Laurent) : Johnny Collins
- Bill McKinney (VF : Marc Alfos) : McCormick Sr.
- Frances Lee McCain (VF : Geneviève Taillade) : Mme Johnson
- Ben Johnson (VF : Daniel Sarky) : Cole Collins
- Phil Brock : Lem Peters
- Nell Carter : Mme Peters
- Tom Virtue : Bob Collins
- Jack Thibeau (VF : Jean-Louis Faure) : le coach Jackson
- Željko Ivanek (VF : Éric Legrand) : l'auto-stoppeur
- Pamela Ludwig : Connie
- Mark Arnott (VF : Éric Etcheverry) : Kelly
- Suzanne Costillos (VF : Danièle Hazan) : la voyante

## Récompenses

### Nominations
- Golden Globes :
  - Meilleur acteur dans un second rôle pour Jim Metzler
- Young Artist Awards :
  - Meilleur film familial
  - Meilleur jeune acteur dans un film pour Matt Dillon

## Production
En 1980, David Ehrman, récemment débauché de 20th Century-Fox, est nommé responsable des scénarios et lance le projet d'adapter un roman de S. E. Hinton.
C'est le tout premier film pour Emilio Estevez.

## Sorties cinéma
Sauf mention contraire, les informations suivantes sont issues de l'Internet Movie Database.
- États-Unis : 30 juillet 1982
- Japon : juin 1984
- Australie : 6 septembre 1984
- Allemagne de l'Ouest : juillet 1988
- France : 1986